# كريستيان نيكولوف
كريستيان نيكولوف مواليد 05 أكتوبر 1996، هو لاعب كرة سلة تركي من أصل مقدوني بدأ مسيرته الاحترافية في سنة 2014 ويحمل الرقم 20. يبلغ طوله 6 قدم 2 بوصة (1.9 م).

## فرق لعب لها
- غلطة سراي لكرة السلة

## روابط خارجية
- كريستيان نيكولوف على موقع الاتحاد الدولي لكرة السلة (الإنجليزية)
- كريستيان نيكولوف على موقع الدوري الأوروبي لكرة السلة (الإنجليزية)
- كريستيان نيكولوف على موقع كرة السلة الأوروبية.كوم (الإنجليزية)
- كريستيان نيكولوف على موقع ريلجم (الإنجليزية)
- كريستيان نيكولوف على موقع بروبوليرز (الإنجليزية)
- كريستيان نيكولوف على موقع سبورتس رفرنس (الإنجليزية)